# ІБА
Асоціа́ція краї́н-виробникі́в бокси́тів, ІБА (англ. International Bauxite Association, IBA) — міжнародна організація країн, що добувають боксити. Створена у 1974 році. Керівний орган — Рада міністрів у складі представників країн — членів організації. Місцеперебування — м. Кінгстон (Ямайка).
До складу асоціації входять (станом на 1975 рік): Австралія, Гаяна, Гвінея, Суринам, Сьєрра-Леоне, Югославія, Ямайка, Гана, Гаїті, Домініканська Республіка та Індонезія. Спостерігачі — Індія, Тринідад і Тобаго, Греція.
Основні завдання асоціації — раціональніше використання бокситових родовищ, створення власної алюмінієвої промисловості, обмеження впливу алюмінієвих монополій у цих країнах, встановлення відносин між виробниками і споживачами на основі повної рівності і взаємної вигоди. Між країнами — членами асоціації існує домовленість про єдину політику щодо встановлення цін на боксити та оподаткування.